# 郫县西站
郫县西站位于四川省成都市郫都区，于2010年启用，是成都市域铁路成灌线的一个高架车站。该站隶属成都铁路局，彭州支线由此站引出。

## 运营信息
每天有多趟成灌线列车停靠本站。

### 运营列车
目前成都市域铁路成灌线使用的是和谐号CRH1型电力动车组。

## 车站结构
郫县西站是一个高架岛式站台火车站。
| 一层 | 站厅、安检、售票                                     |
| 二层 | →成都市域铁路成灌线往成都站方向→                     |
| 二层 | →成都市域铁路成灌线往成都站方向→                     |
| 二层 | 岛式月台                                             |
| 二层 | ←成都市域铁路成灌线往青城山站/离堆公园站/彭州站方向← |
| 二层 | ←成都市域铁路成灌线往青城山站/离堆公园站/彭州站方向← |

## 交通换乘

### 有轨电车
成都有轨电车蓉2号线郫县西站位于车站南侧，并将相互形成出站换乘。

### 长途汽车
郫都区客运中心距本站约300米，可前往峨眉山、崇州、大邑等地。